# Benny Feilhaber
Benny Feilhaber (Rio de Janeiro, 19 de janeiro de 1985) é um ex-futebolista brasileiro-americano. Atualmente é o treinador do Sporting Kansas City II.

## Biografia
Filho de judeus austro-brasileiros e nascido no Rio de Janeiro, Benny Feilhaber mudou-se para os Estados Unidos com seis anos de idade. Levou consigo do país a predileção e o fanatismo pelo Botafogo, embora nunca tenha atuado pelo time carioca.
Por aproximadamente oito anos, Benny jogou de forma amadora pelo Scarsdale Lightning, equipe dos subúrbios de Scarsdale, Nova Iorque, chegando a vencer, inclusive, a New York State Cup, com doze anos. Jogou também pelos times escolares da Northwood High School e da Universidade da Califórnia em Los Angeles (UCLA Bruins), sendo chamado para o Campeonato Mundial de Futebol Sub-20 de 2005, nos Países Baixos.

### Europa
Sua performance neste torneio despertou a atenção de dirigentes de equipes europeias. Após participar dos Jogos da Macabíada, foi contratado pelo Hamburgo, da Alemanha, em julho de 2005, atuando primeiramente pela equipe de reservas do clube. Na temporada seguinte, fez sua estreia na Bundesliga. Todavia, em agosto de 2007, o jogador foi transferido para o Derby County. Após uma mudança de treinador no decorrer do campeonato e uma série de lesões, Feilhaber foi deixado de lado no elenco. Com o rebaixamento da equipe, acabou sendo negociado gratuitamente com o AGF Aarhus, da Dinamarca em meados de 2008.

### Seleção Estadunidense
Suas primeiras convocações para a Seleção Estadunidense de Futebol foram em novembro de 2005 e em março de 2006, ficando no banco em partidas amistosas contra Escócia e Alemanha. Feilhaber chegou a ser convocado para a Seleção Austríaca de Futebol em novembro de 2006, porém, recusou o convite pois tinha foco em obter vaga no time dos EUA. Fez sua estreia oficial em 25 de março de 2007, contra o Equador e marcou seu primeiro gol contra a China, em 2 de junho do mesmo ano. Nesse mesmo ano, o brasileiro foi campeão da Copa Ouro da CONCACAF de 2007 após marcar o gol do título.
Benny Feilhaber disputou a Copa América de 2007, na Venezuela, e os Jogos Olímpicos de Verão de 2008, com o time sub-23 dos Estados Unidos, em Pequim. Em 2009, esteve na Copa das Confederações, na África do Sul, onde jogou, pela segunda vez, contra o Brasil, seu país natal, chutando uma bola na trave, inclusive  e a terceira na final da competição, o que foi inédito para os Estados Unidos.. Na Copa do Mundo FIFA de 2010, constou na lista dos 23 jogadores convocados por Bob Bradley, e com sua seleção, classificou-se em primeiro lugar do Grupo C. Nas oitavas-de-final, sua seleção foi eliminada por Gana na prorrogação.

## Carreira como treinador
Em 25 de agosto de 2020, Feilhaber retornou ao seu ex-clube UCLA Bruins como assistente técnico do técnico Ryan Jorden. Deixou o cargo em 26 de janeiro de 2021 para retornar ao Sporting Kansas City, tornando-se o Diretor de Operações Técnicas. Em 23 de agosto, ele foi nomeado treinador da equipe sub-17 do Sporting Kansas City.
Feilhaber foi anunciado como treinador do Sporting Kansas City II para a temporada de 2022.

## Títulos

### Estados Unidos
- Copa Ouro da CONCACAF: 2007

### Sporting Kansas City
- MLS: 2013
- Lamar Hunt U.S. Open Cup: 2015 e 2017